# Chi Chi LaRue
, pseudonimo di Larry David Paciotti (Hibbing, 8 novembre 1959), è una regista pornografica ed ex attrice pornografica statunitense.
Ha diretto un elevato numero di film pornografici gay. Ha diretto film anche con gli pseudonimi di David Lawrence e di Taylor Hudson. Prima di passare alla regia dei film pornografici, ha partecipato come attrice ad un certo numero di essi.

## Biografia
Chi Chi LaRue è la più conosciuta, e forse la più prolifica regista di film pornografici gay. Nonostante abbia subito un leggero attacco di cuore nel marzo del 2004, mantiene un ritmo di lavoro serrato, che comprende ospitate presso varie situazioni mondane e partecipazioni a show in cui si assegnano premi; inoltre presenzia in vari eventi in giro per gli Stati Uniti e l'Europa.
Divenuta ormai un'autentica icona gay, è poi praticamente un'"istituzione" permanente in eventi di grande importanza, come la Folsom Street Fair a San Francisco, oppure Southern Decadence a New Orleans.
Dopo aver diretto centinaia di film gay fin dal 1988, LaRue nel 2003 iniziò a dirigere anche film etero, per la casa di produzione Vivid Video, e presto fu molto amata tra le attrici, in particolare da Jenna Jameson. Come uomo gay, ha infatti dimostrato un tipo di approccio sensibile e caratterizzato da sincera ammirazione per le donne, che i registi eterosessuali spesso hanno trascurato.
Per un certo periodo si è divisa tra la Vivid Video e la sua propria casa di produzione, la Rascal Video, distribuita da un'altra società di cui pure è socia, la Channel 1 Releasing. Al di là della produzione cinematografica poi, LaRue sta espandendo il suo impero con una sua serie di dildi e altri giocattoli sessuali, e inoltre libri, calendari e altro ancora. Gli attori della Rascal Video sono tra i più noti nell'industria del porno gay. Tra gli altri si possono annoverare Benjamin Bradley, Luca DiCorso, Jan Fischer, Chad Hunt e Johnny Hazzard. Nel 2006 LaRue ha anche acquistato la All Worlds Video.
Infine, è anche una notevole DJ, operativa in numerosi eventi gay durante l'anno. Nel 1992 Chi Chi comparve nel video del brano musicale Deeper and Deeper di Madonna.
Chi Chi ha usato spesso la sua influenza del mondo hardcore per promuovere l'uso del preservativo sia nei video che nella vita. È molto attiva non solamente a parole, ma anche nei fatti, avendo lasciato la Vivid Video nel febbraio 2006, dopo che questa casa di produzione aveva cambiato la sua politica in materia, dirottando verso un uso non sistematico delle protezioni. Sebbene comunque LaRue abbia intrapreso una politica aziendale e un'attività personale volta alla promozione dell'uso del condom, al punto da arrivare a rifiutare la presenza nei suoi film di attori di cui fosse documentata una passata attività senza protezioni sul set, tale rifiuto non è sistematico, ma dipende dai singoli casi. Infatti alcuni attori che in passato hanno recitato senza condom, continuano ancora a lavorare in film di LaRue, come per esempio Brent Everett, Andy Hunter e Michael Brandon.

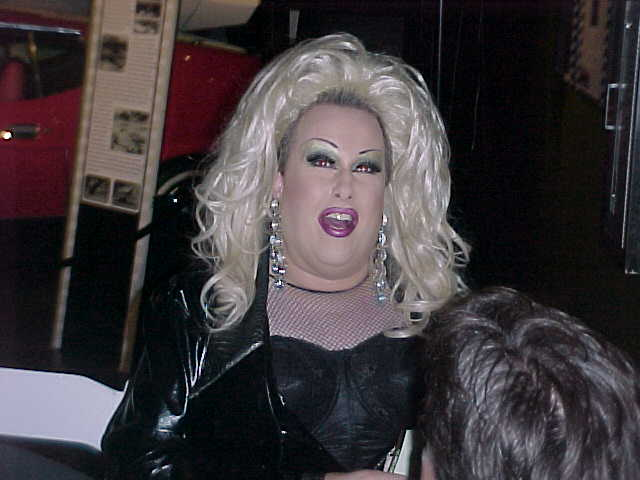
Chi Chi LaRue nel 2000.

Nel 2004 LaRue fu fotografata da Timothy Greenfield-Sanders per la sua monografia, dal titolo XXX: Thirty Porn-star Portraits. Alle immagini si accompagnava un'intervista di John Waters, un fan dichiarato dell'opera di LaRue. La "directrix", come viene chiamata, è poi comparsa anche in un documentario intitolato Thinking XXX trasmesso dalla rete televisiva HBO; e inoltre nei documentari Porno Valley e Cycles of Porn: Sex/Life L.A., Part 2 (diretto da Jochen Hick).

## Riconoscimenti
- 1991 – AVN Award Miglior regista (Film gay) per The Rise (come Taylor Hudson), Catalina Video
- 1991 – AVN Award Miglior interpretazione non erotica in un film Bisex, Gay, o Trans per More of a Man, All Worlds Video
- 1993 – AVN Award Miglior regista (Film gay) per Songs in the Key of Sex, HIS Video
- 2001 – GayVN Award Miglior regista per Echoes, Men of Odyssey
- 2002 – GayVN Award Miglior regista (Film bisex) per Mile Bi Club, All Worlds Video
- 2003 – GayVN Award Miglior regista (con John Rutherford) per Deep South: The Big and the Easy Part I and II, Falcon Studios
- 2006 – GayVN Award Miglior regista per Wrong Side of the Tracks Part I and II, Rascal Video

Inoltre ha diretto i seguenti film premiati come migliori film hard gay:
- 1992 – AVN Award Jumper, VGA/HIS Video
- 2001 – GayVN Award Echoes, Men of Odyssey
- 2003 – GayVN Award Deep South: The Big and the Easy Part I and II, Falcon Studios
- 2006 – GayVN Award Wrong Side of the Tracks Part I and II, Rascal Video

## Filmografia

### Attrice
- Batwoman and Catgirl (1992)
- Book of Love (1992)
- Fan Male (1992)
- Steel Garters (1992)
- Three Musketeers 1 (1992)
- Three Musketeers 2 (1992)
- Tori Welles Goes Behind the Scenes (1992)
- Bitter She-Males (1993)
- Hardbody Video Magazine: Issue 2 (1993)
- Hardbody Video Magazine: Premiere Issue (1993)
- Valley of the Bi Dolls (1993)
- Cathouse (1994)
- Hardbody Video Magazine: Issue 3 (1994)
- Hung Riders (1994)
- Revenge of the Bi Dolls (1994)
- Sinderella She-Male (1994)
- Adult Video News Awards 1995 (1995)
- Bi Now Pay Later (1995)
- Extreme Sex 3: Wired (1995)
- Hardbody Video Magazine: Issue 4 (1995)
- Hardbody Video Magazine: Issue 5 (1995)
- Hill Have Bi's (1996)
- Hung Riders 2: The Heat is On (1996)
- GoodFellas/BadFellas (1997)
- High Tide (1997)
- Night of the Living Bi-dolls (1997)
- Goosed (1999)
- Hardbody 2000-2: Chi Chi's Birthday Bash Busted (1999)
- Switchcraft (1999)
- Playing Hard @ IML 2000 (2000)
- Sex Becomes Her: The True Life Story Of Chi Chi LaRue (2000)
- Seven Deadly Sins: Gluttony (2001)
- Full Frontal (2002)
- Naked Hollywood 19: Happy Birthday, Baby (2002)
- Beyond Vanilla (2003)
- Homecoming (2003)
- Live Event: Directors Summit (2003)
- Naked Fame (2003)
- Naked Hollywood 20 (2003)
- Seeker (2003)
- Getting It Straight (2004)
- Wet Palms: Season 1, Episodes 1-3 (2004)
- Exposed: The Making of a Legend (2005)
- Wicked (2005)
- Fucking With the Stars (2006)
- Sex/Life in L.A. 2: Cycles of Porn (2006)
- Velvet Mafia 1 (2006)
- Velvet Mafia 2 (2006)
- World Splash Orgy 2005 (2006)
- 2 Of A Kind (2007)
- Fuck U (2010)
- Sagat: The Documentary (2011)
- Star Wars XXX: A Porn Parody (2012)

### Regista
- All Night Long (1989)
- Billboard (1989)
- Blazing Nova (1989)
- Blow Your Own Horn (1989)
- Buddy System (1989)
- Flexx (1989)
- Friendly Obsession (1989)
- Hard Knocks (1989)
- Itty Bitty Titty Committee (1989)
- Little Miss Dangerous (1989)
- Raw Footage (1989)
- Sharon And Karen (1989)
- Wetness for the Prosecution (1989)
- Who Shaved Cassie Nova (1989)
- Amazons from Burbank (1990)
- Buddy System 2: Camouflage (1990)
- Club Lez (1990)
- Deep Inside Jon Vincent (1990)
- Finely Back (1990)
- Fond Focus (1990)
- French Kiss (1990)
- G Squad (1990)
- Hard Moves (1990)
- Karen's Bi-line (1990)
- Play School (1990)
- Ranger Nick 2 (1990)
- Rodz: Boys in the Band (1990)
- Straight To Bed 1 (1990)
- Stranded Enemies And Lovers (1990)
- Stroke (1990)
- Tattoo Love Boy (1990)
- To the Bone (1990)
- Val Gals (1990)
- Beginnings (1991)
- Big Switch 3: Bachelor Party (1991)
- Challenge (1991)
- Coming Home (1991)
- Cut Club (1991)
- Fine Line (1991)
- Headstruck (1991)
- In Your Face (1991)
- Introducing Tracey Wynn (1991)
- King of the Mountain (1991)
- Lesbo A Go-go (1991)
- Man of the Year (1991)
- Powertool 2 (1991)
- Scoring (1991)
- Street Trash (1991)
- Catalina Pre View 5 (1992)
- Catalina Preview Tape 6 (1992)
- Chicks with Dicks: A Slick and Slippery Oil Orgy (1992)
- Fan Male (1992)
- In Your Face 1 (1992)
- Jumper (1992)
- Long Distance Lovers (1992)
- Midnight Sun (1992)
- Sex in Wet Places (1992)
- Sex Shooters 2 (1992)
- Songs In The Key Of Sex (1992)
- Steel Garters (1992)
- Visitor (1992)
- Ace in the Hole (1993)
- Bite 1 (1993)
- Catalina Pre View 7 (1993)
- Catalina Preview Tape 7 (1993)
- Chase is On (1993)
- Club Utah (1993)
- Coming Together (1993)
- Double Vision (1993)
- Hardbody Video Magazine: Issue 2 (1993)
- Hardbody Video Magazine: Premiere Issue (1993)
- Heads Or Tales (1993)
- Hidden Man (1993)
- Hologram (1993)
- Home Grown (1993)
- Hot Ticket (1993)
- Idol Thoughts (1993)
- If You're Nasty (1993)
- In Your Face 2 (1993)
- Juice Bomb (1993)
- Lost in Vegas (1993)
- Mirage (1993)
- Model Behavior (1993)
- Private Dancer (1993)
- Rags To Riches (1993)
- She Male Mistress (1993)
- Thick of It (1993)
- Tony's Big Brother (1993)
- Total Corruption  (1993)
- Waterworks (1993)
- All About Steve (1994)
- Anal Hall of Fame (1994)
- Best of Johnny Rahm (1994)
- Bi-ology: The Making of Mr. Right (1994)
- Boot Black (1994)
- Boys From Bel-Air (1994)
- Catalina Pre View 8 (1994)
- CD Ram: Sex Star Interactive (1994)
- Coach's Boys (1994)
- Deep End (1994)
- Double Crossed (1994)
- Hands On (1994)
- Hardbody Video Magazine: Issue 3 (1994)
- Idol Country (1994)
- M Series 29 (1994)
- Manticipation (1994)
- Night Watch (1994)
- Oral Fixation (1994)
- Pitch a Tent (1994)
- Posing Strap (1994)
- Receiving End (1994)
- Roll In The Hay (1994)
- Secret Sex 1 (1994)
- Secret Sex 2: The Sex Radicals (1994)
- Seeds Of Love (1994)
- These Bases Are Loaded 2 (1994)
- U Witness Video Three-pak 3 (1994)
- Alley Boys (1995)
- Best of Aiden Shaw (1995)
- Best of Tom Katt (1995)
- Blow Me Down (1995)
- Body Search (1995)
- Boot Black 2: Spit Shine (1995)
- Bull Pen (1995)
- Courting Libido (1995)
- Dirty Stories (1995)
- Face Down (1995)
- Guest Services (1995)
- Hardbody Video Magazine: Issue 4 (1995)
- Hardbody Video Magazine: Issue 5 (1995)
- Hot Cargo (1995)
- Idol Universe (1995)
- Inches Away (1995)
- Man To Men (1995)
- Naked Truth (II) (1995)
- Night Watch 2 (1995)
- Photoplay (II) (1995)
- Saddle Tramps (1995)
- Saddle Tramps 2 (1995)
- Secret Sex 3: The Take Over (1995)
- Sex House (1995)
- Star Power (1995)
- Thick of It (1995)
- Ace in Your Face (1996)
- All Night Long (1996)
- All You Can Eat (1996)
- Big Black Bed (1996)
- Big Fly Country (1996)
- Brother To Brother (1996)
- Call Boy (1996)
- Company We Keep (1996)
- Dirty White Guys (1996)
- Extreme Measures (1996)
- Family Secrets (1996)
- Greased Up (1996)
- Guy Next Door (1996)
- Hardhats (1996)
- Hill Have Bi's (1996)
- Idol in the Sky (1996)
- In the Mix (1996)
- Jockstrapped (1996)
- Like Father, Like Son (1996)
- Lip Lock (1996)
- My Sister's Husband (1996)
- Perfect Gift (1996)
- Priority Male (1996)
- Private Parts (1996)
- Street Boyz (1996)
- Striptease (1996)
- Total Corruption 2: One Night In Jail (1996)
- Under Covers (1996)
- Backseat BJ (1997)
- Beach Buns (1997)
- Chasers (1997)
- Chompin' At The Bit (1997)
- Cowboy Jacks (1997)
- Directors' Best Chi Chi Larue (1997)
- Down On Me (1997)
- Down On Me (new) (1997)
- Face Riders (1997)
- Fly Bi Night (1997)
- Gold Diggers (1997)
- Hummer (1997)
- My Brother's Best Friend (1997)
- New Coach (1997)
- Player (1997)
- Prized Pieces (1997)
- Show Your Pride (1997)
- Taking Of Jake (1997)
- Toys For Big Boys (1997)
- White Hot (1997)
- Ass Lick Alley (1998)
- Bar None (1998)
- Bi-Lines (1998)
- Bite 2: Bloodline (1998)
- Black Attack 2 (1998)
- Black Balled 2 (1998)
- Boss Man (1998)
- Butt Munch 1 (1998)
- Complexxx (1998)
- Desert Hart (1998)
- Dial "S" For Sex (1998)
- Fit For A Man (1998)
- Fortune Nookie (1998)
- Four Card Stud (1998)
- Gang Of 13 (1998)
- Hard Body 2000 (1998)
- Hardcore (1998)
- Harley's Crew (1998)
- Link 2 Link (1998)
- Live Feed: Watching Me Watching You (1998)
- Read Bi All (1998)
- Sex In The Can (1998)
- Sex In The Great Outdoors 5 (1998)
- Soaked (1998)
- Stag Party (1998)
- Suck Daddy (1998)
- Summer Reunion (1998)
- SWM: Straight White Male (1998)
- Tall Tale (1998)
- Throttled (1998)
- Another Man's Hand (1999)
- Aussie Pool Party (1999)
- Billy Herrington's Body Shop (1999)
- Black Boots (1999)
- Brothers And Other Fantasies (1999)
- Butt Munch 2: Back To The Crack (1999)
- Catalina Cuties (1999)
- Catalina Orgies 3 (1999)
- Convictions 1 (1999)
- Convictions 2 (1999)
- Final Link (1999)
- Full Up (1999)
- Hail Caesar (1999)
- Hardbody 2000-2: Chi Chi's Birthday Bash Busted (1999)
- Hot, Hairy And Horny 2 (1999)
- Hotel California (1999)
- How the West Was Hung (1999)
- Man Daze (1999)
- Miss Kitty's Litter (1999)
- Off The Street 1 (1999)
- Off the Streets: Paris (1999)
- Phoenix Rising (1999)
- Spiked: You'll Feel This One (1999)
- Spit 'n' Leather (1999)
- Steele Ranger (1999)
- Stock: Released (1999)
- Stock: Sentenced (1999)
- Thrusted (1999)
- Tranny A Go-Go (1999)
- Bang (2000)
- Best of Caesar (2000)
- Blur (2000)
- Catalina Musclemen (2000)
- Catalina Musclemen 2 (2000)
- Chicago Bound (2000)
- Crew (2000)
- Diggin Deep (2000)
- Directors' Best Chi Chi Larue 2 (2000)
- Director's Best: Chi Chi Larue 2 (2000)
- Down Austin Lane (2000)
- Echoes (2000)
- Everybody Does Raymond (2000)
- Eye Contact (2000)
- Far East Favorites  (2000)
- Hard To Hold (2000)
- Jacked To Vegas (2000)
- License To Fuck 0069 (2000)
- Live and Raw: The Movie (2000)
- Off The Street: Chicago and Minneapolis (2000)
- Plugged In (2000)
- Serviced (2000)
- Shock (2000)
- Sprung (2000)
- Steal the Night (2000)
- Taken Down Under (2000)
- Three For The Load (2000)
- Tighty Whities (2000)
- Up For Anything (2000)
- Violation 2: Surrender (2000)
- Zak Spears: The Journey Back (2000)
- Aim To Please (2001)
- Andel In America (2001)
- Back Row (2001)
- Big As They Come 3 (2001)
- Cockwatch (2001)
- Conquered (2001)
- Far East Favorites 2 (2001)
- Felt (2001)
- Greed: The Seven Deadly Sins (2001)
- Hand Picked 1 (2001)
- Hazed (2001)
- In Gear (2001)
- Latin Injection (2001)
- Lured To Costa Rica (2001)
- Mile Bi Club (2001)
- Missing Link (2001)
- Naughty And Nice (2001)
- Off The Street 3: Costa Rica And Vancouver (2001)
- Ready For More (2001)
- Shock 2 (2001)
- Stroke (2001)
- Uniform (2001)
- Violation 1: Seized (2001)
- Where the Boys Aren't 14 (2001)
- 2nd Gear (2002)
- Aftershock (2002)
- Aftershock 2 (2002)
- Bankable (2002)
- Best of Derek Cameron (2002)
- Channel 1 Releasing 1: The Collection (2002)
- Channel 1 Releasing XXX Preview (2002)
- Colton (2002)
- Crack Snackers (2002)
- Dashed (2002)
- Deception (2002)
- Deception 2 (2002)
- Deep South: The Big and the Easy 1 (2002)
- Deep South: The Big and the Easy 2 (2002)
- Defined (2002)
- Finish Me Off (2002)
- Gang Bang Café (2002)
- Gold Digger (2002)
- Hand Picked 2 (2002)
- Haze (2002)
- Headgames (2002)
- In the Can (2002)
- Lickity Split (2002)
- Lube Job (2002)
- Oral Exams (2002)
- Peep Show (2002)
- Pillage And Plunder: The Movie (2002)
- PornStruck 4 (2002)
- PornStruck 5 (2002)
- Portrait of Sunrise (2002)
- Ruffin' It (2002)
- Say Uncle (2002)
- Shape Of Sin (2002)
- Shy (2002)
- Splash Shots 3: To The Hilt (2002)
- Starting Young (2002)
- Where the Boys Aren't 15 (2002)
- Wolfe Pack (2002)
- 2 The Movie (2003)
- Addiction (2003)
- Addiction 2 (2003)
- Alley (2003)
- Another Woman's Eyes (2003)
- Below The Rim (2003)
- Best of Chad Hunt (II) (2003)
- Best Of Chase Hunter (2003)
- Detention (2003)
- Detention [Director's Cut] (2003)
- Drenched 2: Soaked to the Bone (2003)
- Drenched: Soaking It In (2003)
- Driving Mercedez Wild (2003)
- Hot Wired 2: Turned On (2003)
- In Defense (2003)
- Inside The Mind Of Chloe Jones (2003)
- Man's Tail (2003)
- Ms. Fortune (2003)
- Quarterback Sack (2003)
- Rack 'em (2003)
- Savanna Scores (2003)
- Set On Sunrise (2003)
- Sold (2003)
- Take One For The Team (2003)
- Taya's Tales (2003)
- Titsicle (2003)
- Try Me On...For Size (2003)
- What Men Do (2003)
- When In Rome (2003)
- Where the Boys Aren't 16 (2003)
- Woman Under Glass (2003)
- 2 For the Taking (2004)
- 6th Trick (2004)
- A Night At Bruno's (2004)
- Be A Man (2004)
- Bolt (2004)
- Born 2 B Bad (2004)
- Camp Freshmen (2004)
- Coming From Behind (2004)
- Coming On Set (2004)
- Dark Side of Briana (2004)
- Deceived (2004)
- Dorm Days (2004)
- Feed the Need Johnny Hazzard (2004)
- Gathering Of Thoughts (2004)
- Huge Deposits (2004)
- Implode (2004)
- In Bed With (2004)
- Kept (2004)
- Kollide (2004)
- Longshot… Making The Game (2004)
- Never Been Touched (2004)
- Night Shift (2004)
- Pink Slip (2004)
- Raw Footage (2004)
- Ring Me Up! (2004)
- Savanna Samson Superstar (2004)
- Sentenced (2004)
- Skin Trade (2004)
- Stone Fox (2004)
- Str8 Shots (2004)
- Telling Tales (2004)
- Tera Tera Tera (2004)
- Ticket 2 Ride (2004)
- Tommy's Tale (2004)
- Two for the Taking (2004)
- Where the Boys Aren't 17 (2004)
- Zak Attack (2004)
- Bang Bang (2005)
- Bellisima (2005)
- Best of Eric Hanson (2005)
- Best of Gus Mattox (2005)
- Brandon Lee's Hot Shots (2005)
- Deep in Malezia (2005)
- Eddie Stone's Private Screening (2005)
- Fisting Feast 2 (2005)
- Glamazon (2005)
- Hardware (2005)
- Heat of the Moment (2005)
- Heaven To Hell (2005)
- Man Made (2005)
- Master of the House (2005)
- Night Callers (2005)
- O Zone (2005)
- Pretty Mess (2005)
- Rawhide (2005)
- Seeing Stars (2005)
- Served (2005)
- Set in Stone (2005)
- Seven Deadly Sins: Redemption (2005)
- Skin on Skin (2005)
- Spiked (2005)
- Str8 Shots 2 (2005)
- Stunner (2005)
- Super Soaked (2005)
- Theo Blake's Seeing Stars (2005)
- Through the Woods (2005)
- Tranified (2005)
- VIP 54 (2005)
- Wicked (2005)
- Wrong Side of the Tracks 1 (2005)
- Wrong Side of the Tracks 2 (2005)
- X Marks The Spot (2005)
- Beefcake (2006)
- Best of Jeremy Penn (2006)
- Best of Matthew Rush 2 (2006)
- Best of Tom Chase 1 (2006)
- Black Balled 5: Starfucker (2006)
- Body Shots (2006)
- Boot Boy (2006)
- Fisting Feast 1 (2006)
- Hole Patrol (2006)
- Industry (2006)
- Jan Fischer's Looking In (2006)
- Knob Bobbin' (2006)
- Leather Sessions (2006)
- No Cover (2006)
- Open Set (2006)
- Starting Young 2 (2006)
- Time For Briana (2006)
- Tyler Riggz: Shot For Shot (2006)
- When Bears Attack (2006)
- Click (2007)
- Dirty Young Bucks (2007)
- Flawless (2007)
- In His Dreams (2007)
- Jenna's Gallery Blue (2007)
- Link 5: The Evolution (2007)
- Pool Parties (2007)